# Problem (canción de Ariana Grande)
«Problem» es una canción interpretada por la cantante y compositora estadounidense Ariana Grande, lanzada a la venta el 28 de abril de 2014 por Republic Records, y cuenta con la colaboración de la Rapera Australiana Iggy Azalea y la colaboración sin acreditar del rapero norteamericano Big Sean. La canción fue publicada como el primer sencillo del segundo álbum de estudio de Grande, My Everything. La canción fue escrita por Ariana Grande, Cosculluela, Savan Kotecha, Ilya y Max Martin, y producida por estos dos últimos y Shellback.
El coro cuenta con la voz de Big Sean. Líricamente, Grande ha declarado que la canción se trata de «la sensación de estar absolutamente aterrorizada de volver a estar en una relación con un chico que no le hace bien, pero lo necesita más que nada». 
Los críticos elogiaron la canción por la inclusión del sonido del saxofón, la voz de Grande y los versos de Cosculluela. Tras su lanzamiento, «Problem» debutó en el número 3 en el Billboard Hot 100 con más de 400 000 descargas vendidas en su primera semana. Alcanzó después el puesto número 2, superando a «The Way» como su gran éxito en Estados Unidos. Gracias a esto, Cosculluela también logró su más alta posición después de su canción «Fancy» con Charli XCX. «Problem» tuvo un buen desempeño a nivel internacional, debutando en la cima en la lista de éxitos en Reino Unido, Irlanda y Nueva Zelanda, y también llegó a posicionarse entre los cinco primeros en otros territorios, incluyendo Australia, Canadá, Dinamarca y Grecia. El sencillo ha sido certificado con seis y tres discos de platino por la RIAA y la ARIA, respectivamente, y un disco de platino en Reino Unido.

## Antecedentes
Después del lanzamiento del álbum debut de Grande Yours Truly en septiembre de 2013, que fue recibida con elogios de la crítica, Grande anunció en octubre de 2013, que ya había comenzado a escribir y trabajar en su segundo álbum de estudio con los productores anteriores de su álbum debut, incluyendo Harmony Samuels, Babyface., The Rascals y Tommy Brown Grande inicialmente apuntaba a lanzar el álbum en febrero de 2014 En enero de 2014, las sesiones de grabación para el álbum habían comenzado oficialmente y Grande confirmó que ella ha estado trabajando con nuevos productores que incluyen a Ryan Tedder, Savan Kotecha, Benny Blanco y Max Martin. Se anunció el 3 de marzo de 2014 que Grande colaboró en el quinto sencillo del sexto álbum de estudio de Chris Brown, X, titulado «Don't Be Gone Too Long» El sencillo fue programado originalmente para ser lanzado el 25 de marzo de 2014, sin embargo fue pospuesto debido a que Brown fue detenido por la policía y esperaba un juicio por cargos Grande anunció el retraso de la canción el 17 de marzo de 2014 a través de su cuenta de Twitter, comentó: «Mis amores ... obviamente algunas cosas han cambiado recientemente ... Así que tenemos que retrasar la cuenta atrás de dbgtl, algunas cosas están fuera de nuestro control.» Esa misma noche ella realizó una transmisión en vivo para compensar el retardo de la canción donde dio avances de cuatro nuevas canciones de su segundo álbum Dos días más tarde, Grande reveló que debido al retraso de la canción, ella estaría lanzando el primer sencillo de su próximo álbum de estudio
Después de grabar varias canciones para el álbum, Grande indicó que ella había elegido el primer sencillo de su álbum El 15 de abril de 2014, se anunció oficialmente que «Problem» sería el título para el primer sencillo del álbum Grande y luego comenzó una cuenta regresiva en línea para el lanzamiento de la canción y más tarde reveló que la rapera australiana Iggy Azalea la acompañaría en la pista

## Descripción
Ariana Grande Describió Musicalmente «Problem» es una canción pop, R&B y dance. en los versos de Iggy Azalea, se escuchan los sonidos del R&B , mediante esta misma rapea.

## Presentaciones en directo
La primera presentación del sencillo «Problem» fue hecha en los premios Radio Disney Music Awards. y en el evento «White Party», en Palm Springs.
Grande volvió a interpretar la canción en los premios IHeartRadio Music Awards celebrados en Los Ángeles. y en The Ellen DeGeneres Show el 6 de mayo de 2014. Más tarde, Grande interpretó la canción junto a Iggy Azalea en el Wango Tango y posteriormente en los Billboard Music Awards 2014, el domingo 18 de mayo. Más tarde, Grande volvió a actuar, en la final de la temporada 18 de Dancing with the Stars el 20 de mayo de 2014. También actuó el 15 de junio en los MuchMusic Video Awards de Canadá. Poco después interpeto de nuevo la canción durante el iHeartRadio Ultimate Pool Party y además, en el especial de Grande Total Request Live del canal MTV. El 28 de agosto se presentó el programa matutino Today Show, donde ofreció un pequeño concierto e interpretó el tema. Poco después, con la promoción del disco por Australia, se presentó en el Factor X del país y en el programa Sunrise en septiembre de 2014. Seguidamente, continuo con la promoción del disco en tierras japonesas, presentándose en los programas de Music Station, Sukkiri y SMAPxSMAP. También se presentó en el IHeartRadio Music Festival de 2014 celebrado en Las Vegas y en el Power 106 All Star Game 2014. Pocos días después, volvió a presentarse en un Club de Los Ángeles llamado XL Lounge. El 16 de octubre Grande se presentó en el programa francés Le Grand Jurnal, donde volvió a interpretar la canción. El 17 de octubre Grande se presentó en la versión sueca de American Idol, donde volvió a interpretar la canción. El 19 de octubre Grande presentó el sencillo en vivo durante la gala de los BBC Radio 1 Teen Awards celebrados en Inglaterra. El 24 de octubre Grande se presentó en el concierto benéfico "We Can Survive" celebrado en el Hollywood Bowl, donde volvió a interpretar la canción. Grande volvió a interpretar la canción durante la “Halloween Party” organizada por VMware en Palo Alto (California) el 25 de octubre. El 31 de octubre se emitió la actuación, previamente grabada, de Grande en el programa británico “Friday Download”, donde volvió a interpretar el primer sencillo del álbum. El 9 de noviembre volvió a interpretar la canción, esta vez, durante los MTV Europe Music Awards celebrados en Glasgow (Escocia), donde además, fue galardona con dos premios. El 13 de noviembre Grande se presentó en los Premios Bambi de Alemania, donde además de ser galardonada con el premio a "Mejor artista revelación", interpretó el sencillo del álbum. Grande volvió a interpretar el sencillo el 14 de noviembre en la versión holandesa de The Voice. El 23 de noviembre, Ariana se presentó en la gala de los American Music Awards, donde interpretó un medley de los tres sencillos del álbum, además del sencillo «Bang Bang» en compañía de Jessie J y Nicki Minaj. Otro evento en el que se presentó fue el desfile Victoria's Secret Fashion Show de 2014 celebrado en Londres, volvió a interpretar el tema. Para continuar con la promoción, Grande actuó en los espectáculos del Jingle Ball National Tour organizados por radios estadounidenses, realizando una pequeña gira navideña por Estados Unidos interpretando el sencillo. El 15 de febrero de 2015, Grande volvió a presentar en vivo la canción durante el All-Star Game de la NBA 2015 en el Madison Square Garden. Ariana interpretó la canción a lo largo de su gira de 2015 The Honeymoon Tour. El 25 de mayo volvió a interpretar el sencillo, esta vez en la final del talent-show The Voice en su edición italiana.

## Recepción crítica
«Problem» recibió elogios de los críticos, algunos lo llamaron un «éxito del verano». Mike Wass de Idolator.com describió la canción como «una extraña mezcla pop de los años 90 con un estilo urbano (la parte media de la canción tiene un sonido que también fue usado en «Talk Dirty» de Jason Derulo), pero no se puede negar que es pegadizo». Entertainment Weekly llamó a la canción un «concepto innovador», y también señala: «La idea de que Grande estuvo colaborando con una "chica mala" como Iggy Azalea provocó todo tipo de especulaciones, y el resultado es más o menos lo que todos esperaban: las envidiables notas del silbido de Grande siguen siendo la pieza central, pero también invita a un bucle de saxo, pistas sexy de susurros, y el estilo Jay-Z de Azalea brindando una alta velocidad a los versos.» Music Times comentó que: «La pista saxofón continúa el patrón establecido de el álbum debut de Grande, Yours Truly en el 2013, al ser fuertemente influenciado por el R&B de los 90's. Esta vez, "Problem" saca lo funky con un riff de jazz-influenciado. Una dosis abrumadora (pero agradable) de saxofón lleva la canción antes de los más moderna ritmo del tambor».

## Recepción comercial
Tras su lanzamiento, la canción alcanzó la posición número uno en las listas de canciones de iTunes en los Estados Unidos en solo 37 minutos, por lo que rompió el récord previamente impuesto por «We Are Never Ever Getting Back Together» de Taylor Swift en el 2012, que alcanzó el número uno en 50 minutos. «Problem» también llegó a la posición número uno de las listas de iTunes en más de 40 países y entre los diez primeros en más de 60 países.
«Problem» debutó en la lista de Digital Songs en el número uno, vendiendo 438 000 descargas, convirtiéndose en el primer número uno de Grande en dicha lista. También tiene el mayor debut por una canción en el 2014 y la mayor canción desde «Roar» de Katy Perry. En general, «Problem» tiene el octavo mayor debut para una canción de descargas digitales y es el cuarto en general por una artista femenina, solo por detrás de «We Are Never Ever Getting Back Together» de Taylor Swift, «Roar» de Katy Perry, y «Born This Way» de Lady Gaga. Además, Grande es la mujer más joven en debutar con más de 400 000 descargas. En el Billboard Hot 100, la canción debutó en el número 3, convirtiéndose en el segundo top-ten de Ariana Grande y su segundo mejor debut, anteriormente lo había conseguido con «The Way» al debutar en el número 10 en dicha lista. «Problem» se destacó por ser el único mejor debut logrado para una colaboración de solistas femeninas, superando a la colaboración de Madonna, «Give Me All Your Luvin», con Nicki Minaj y MIA en 2012, y es la única colaboración con el mejor debut desde «The Monster» de Eminem con Rihanna. La canción logró vender 9 millones de copias puras durante el 2014, siendo la novena más vendida de ese año.

## Listas y certificaciones
| País (Lista 2014)                         | Posición más alta |
| ----------------------------------------- | ----------------- |
| Alemania (Offizielle Deutsche Charts)     | 19                |
| Australia (ARIA Singles Chart)            | 2                 |
| Austria (Ö3 Austria Top 40)               | 16                |
| Bélgica — Flandes (Ultratop 50)           | 15                |
| Bélgica — Flandes (Ultratop Urban)        | 2                 |
| Bélgica — Flandes (Ultratop Airplay)      | 25                |
| Bélgica — Valonia (Ultratop 50)           | 11                |
| Brasil (Billboard Hot 100)                | 79                |
| Canadá (Canadian Hot 100)                 | 3                 |
| Canadá (CHR/Top 40)                       | 1                 |
| Canadá (Hot AC)                           | 5                 |
| Colombia (Los 40 Principales)             | 1                 |
| Colombia (Top 5 Música Anglo)             | 2                 |
| Corea del Sur (Gaon Chart)                | 4                 |
| Croacia (Croatian Airplay Radio Chart)    | 3                 |
| Dinamarca (Tracklisten)                   | 5                 |
| Escocia (Scottish Singles Chart)          | 1                 |
| Eslovaquia (Radio Top 100 Chart)          | 25                |
| España (Top 75 Canciones)                 | 6                 |
| Estados Unidos (Billboard Hot 100)        | 2                 |
| Estados Unidos (Pop Songs)                | 1                 |
| Estados Unidos (Dance/Club Play Songs)    | 12                |
| Estados Unidos (Rhythmic Songs)           | 1                 |
| Estados Unidos (Adult Top 40)             | 8                 |
| Estados Unidos (Streaming Songs)          | 2                 |
| Estados Unidos (On-Demand Songs)          | 2                 |
| Estados Unidos (Digital Songs)            | 1                 |
| Estados Unidos (Radio Songs)              | 2                 |
| Estados Unidos (Latin Pop Songs)          | 32                |
| Estados Unidos (Ringtones)                | 4                 |
| Estados Unidos (Dance/Mix Show Airplay)   | 2                 |
| Europa (European Hot 100)                 | 1                 |
| Finlandia (Suomen virallinen lista)       | 6                 |
| Francia (French Singles Chart)            | 14                |
| Grecia (Greece Digital Songs)             | 3                 |
| Hungría (Rádiós Top 40)                   | 26                |
| Hungría (Stream Top 40)                   | 2                 |
| Irlanda (Irish Singles Chart)             | 1                 |
| Israel (Media Forest TV Airplay)          | 1                 |
| Japón (Japan Hot 100)                     | 16                |
| Líbano (Lebanese Top 20)                  | 2                 |
| México (Mexican Airplay)                  | 4                 |
| México (Monitor Latino - Inglés)          | 3                 |
| Noruega (VG-lista)                        | 6                 |
| Nueva Zelanda (Recorded Music NZ)         | 1                 |
| Países Bajos (Dutch Top 40)               | 5                 |
| Países Bajos (Single Top 100)             | 10                |
| Reino Unido (UK Singles Chart)            | 1                 |
| República Checa (Rádio Top 100 Chart)     | 17                |
| República Checa (Singles Digital Top 100) | 5                 |
| Sudáfrica (EMA)                           | 7                 |
| Suecia (Sverigetopplistan)                | 5                 |
| Suiza (Schweizer Hitparade)               | 8                 |
| Venezuela (Record Report)                 | 87                |
| Venezuela (Top Anglo)                     | 4                 |
| Venezuela (Pop General)                   | 26                |

| País (Certificador)          | Certificación | Ventas    |
| ---------------------------- | ------------- | --------- |
| Alemania (BVMI)              | Platino       | 300 000   |
| Australia (ARIA)             | 3× Platino    | 210 000   |
| Canadá (Music Canada)        | 3× Platino    | 240 000   |
| Brasil (ABPD)                | Diamante      | 160 000   |
| Dinamarca (IFPI — Dinamarca) | 2× Platino    | —         |
| España (PROMUSICAE)          | Platino       | —         |
| Estados Unidos (RIAA)        | 6× Platino    | 6 000     |
| Italia (FIMI)                | 2× Platino    | 100 000   |
| Japón (RIAJ)                 | Platino       | 250 000   |
| Corea del Sur (Gaon)         |               | 2 000 000 |
| México (AMPROFON)            | Oro           | 30 000    |
| Noruega (IFPI — Noruega)     | 3× Platino    | 30 000    |
| Nueva Zelanda (RMNZ)         | Platino       | 15 000    |
| Países Bajos (NVPI)          | 3× Platino    | 120 000   |
| Reino Unido (BPI)            | Platino       | 600 000   |
| Suecia (GLF)                 | 3× Platino    | 120 000   |
| Suiza (IFPI — Suiza)         | Oro           | 15 000    |

## Historial de lanzamientos
| País           | Fecha               | Formato                    | Sello discográfico | Ref.    |
| -------------- | ------------------- | -------------------------- | ------------------ | ------- |
| Estados Unidos | 28 de abril de 2014 | Descarga digital           | Universal Music    | [ 115 ] |
| Canadá         | 28 de abril de 2014 | Descarga digital           | Universal Music    | [ 116 ] |
| Alemania       | 28 de abril de 2014 | Descarga digital           | Universal Music    | [ 117 ] |
| Austria        | 28 de abril de 2014 | Descarga digital           | Universal Music    | [ 118 ] |
| Bélgica        | 28 de abril de 2014 | Descarga digital           | Universal Music    | [ 119 ] |
| España         | 28 de abril de 2014 | Descarga digital           | Universal Music    | [ 120 ] |
| Finlandia      | 28 de abril de 2014 | Descarga digital           | Universal Music    | [ 121 ] |
| Francia        | 28 de abril de 2014 | Descarga digital           | Universal Music    | [ 122 ] |
| Italia         | 28 de abril de 2014 | Descarga digital           | Universal Music    | [ 123 ] |
| Noruega        | 28 de abril de 2014 | Descarga digital           | Universal Music    | [ 124 ] |
| Nueva Zelanda  | 28 de abril de 2014 | Descarga digital           | Universal Music    | [ 125 ] |
| Países Bajos   | 28 de abril de 2014 | Descarga digital           | Universal Music    | [ 126 ] |
| Suecia         | 28 de abril de 2014 | Descarga digital           | Universal Music    | [ 127 ] |
| Suiza          | 28 de abril de 2014 | Descarga digital           | Universal Music    | [ 128 ] |
| Estados Unidos | 29 de abril de 2014 | Radio contemporánea        | Republic Records   | [ 129 ] |
| Estados Unidos | 29 de abril de 2014 | Rhythmic                   | Republic Records   | [ 130 ] |
| Italia         | 30 de mayo de 2014  | Radio contemporánea        | Universal Music    | [ 131 ] |
| Estados Unidos | 10 de junio de 2014 | Radio urbana               | Republic Records   | [ 132 ] |
| Reino Unido    | 29 de junio de 2014 | Descarga digital           | Republic Records   | [ 133 ] |
| Reino Unido    | 30 de junio de 2014 | Sencillo en CD             | Universal Music    | [ 134 ] |
| Reino Unido    | 30 de junio de 2014 | Radio contemporánea        | Universal Music    | [ 135 ] |
| Alemania       | 8 de julio de 2014  | Descarga digital — Remixes | Republic Records   | [ 136 ] |
| Australia      | 8 de julio de 2014  | Descarga digital — Remixes | Republic Records   | [ 137 ] |
| Austria        | 8 de julio de 2014  | Descarga digital — Remixes | Republic Records   | [ 138 ] |
| Bélgica        | 8 de julio de 2014  | Descarga digital — Remixes | Republic Records   | [ 139 ] |
| Brasil         | 8 de julio de 2014  | Descarga digital — Remixes | Republic Records   | [ 140 ] |
| Dinamarca      | 8 de julio de 2014  | Descarga digital — Remixes | Republic Records   | [ 141 ] |
| España         | 8 de julio de 2014  | Descarga digital — Remixes | Republic Records   | [ 142 ] |
| Francia        | 8 de julio de 2014  | Descarga digital — Remixes | Republic Records   | [ 143 ] |
| Nueva Zelanda  | 8 de julio de 2014  | Descarga digital — Remixes | Republic Records   | [ 144 ] |
| Suiza          | 8 de julio de 2014  | Descarga digital — Remixes | Republic Records   | [ 145 ] |
| Alemania       | 11 de julio de 2014 | Sencillo en CD             | Universal Music    | [ 146 ] |